# Диаб, Хасан
Хасан Диаб (араб. حسان دياب‎; род. 6 января 1959, Бейрут, Ливан) — ливанский университетский профессор и политический деятель. Министр образования (2011—2014), премьер-министр Ливана с 21 января 2020 по 10 сентября 2021 года.

## Биография
Родился 6 января 1959 года в Бейруте. Учился в Городском университете Лидса и в университете Суррея, в 1985 году получил степень доктора философии по компьютерному инжинирингу в университете Бата.
С 1985 года преподавал компьютерный инжиниринг в Американском университете Бейрута, в 2006 году занял должность вице-президента этого университета и отвечал за программы региональных внешних связей. С 2011 по 2014 год занимал должность министра образования в правительстве Наджиба Микати.

### В должности премьер-министра Ливана
19 декабря 2019 года президент Ливана Мишель Аун на фоне длящихся с октября массовых протестов и после длительных консультаций с парламентскими фракциями ввиду объявления об отставке премьер-министра Саада Харири, сделанного ещё 29 октября, поручил формирование нового правительства Ливана Хасану Диабу. Он получил поддержку шиитской группировки Хезболла и движения Амаль, а также маронитского Свободного патриотического движения, к которому принадлежит сам Аун. Назначение Диаба, состоявшееся при поддержке шиитов, было встречено новой вспышкой протестов со стороны суннитской общины, хотя по конфессиональной принадлежности он также является суннитом.
21 января 2020 года вступил в должность премьер-министра Ливана.
11 февраля правительство получило вотум доверия в парламенте — из 128 депутатов, явившихся на заседание, в голосовании приняли участие 83, и 63 из них поддержали кабинет. При этом в стране продолжались протесты, вызванные тяжёлой экономической ситуацией.
7 марта 2020 года Диаб сообщил, что страна не имеет достаточно резервов иностранной валюты для выплаты 9 марта 1,2 млрд долларов по евробондам и намерена начать переговоры о реструктуризации внешнего долга. Таким образом впервые в своей истории Ливан объявил суверенный дефолт, чего удавалось избежать даже в годы Гражданской войны 1975—1990 годов.
В марте 2020 года Диаб впервые в истории Ливана приостановил все текущие платежи населения в связи с введением режима ограничений с целью противодействия эпидемии COVID-19. 28 апреля министр иностранных дел Франции Жан-Ив Ле Дриан в ходе своего визита в Ливан предложил Диабу помощь в проведении реформ, необходимых для вывода страны из экономического кризиса, а 29 апреля после начала отмены ограничений на перемещения возобновились протесты, эпицентром которых стал город Триполи. К подавлению беспорядков были привлечены армейские части.

### Политический кризис (2020—2021)
4 августа 2020 года в порту Бейрута произошли мощные взрывы, повлёкшие множество жертв, и Диаб пообещал привлечь к ответственности виновных, а также обратился за помощью к дружественным странам. 6 августа в стране введено чрезвычайное положение на период в две недели, после чего армейские подразделения взяли под контроль пострадавшие районы и занялись вместе с волонтёрами разборкой руин.
8 августа 2020 года после массовых беспорядков в Бейруте, направленных против правящих элит, чья коррумпированность и некомпетентность предположительно привели к катастрофе, и попытки демонстрантов сделать здание Министерства иностранных дел «штабом революции», а также ввиду серии отставок депутатов парламента, в том числе лидера партии Катаиб Сами Жмайеля, Диаб в публичном выступлении назвал досрочные выборы единственно возможным выходом из создавшегося политического кризиса.
9 августа министр информации Манал Абдель Самад ушла в отставку, обвинив кабинет Диаба в несоответствии чаяниям ливанского народа; в тот же день её примеру последовал министр окружающей среды Дамианос Каттар (по данным на этот день, в стычках с полицией были ранены 728 человек).
10 августа ушла в отставку министр юстиции Мари-Клод Наджем, затем министр финансов Гази Вазни и министр обороны Зейна Акар.
Вечером 10 августа 2020 года Хасан Диаб объявил об отставке своего правительства и по просьбе президента Ауна продолжил исполнять свои обязанности до формирования нового кабинета. 26 сентября 2020 года Мустафа Адиб, которому президент Аун поручил формирование нового правительства, объявил о провале всех своих попыток достичь компромисса и сложил с себя полномочия. 22 октября 2020 года Аун поручил формирование нового кабинета бывшему премьер-министру Сааду Харири.
11 января 2021 года Диаб выступил с публичным заявлением об опасности коронавирусной эпидемии (за всё время эпидемии в Ливане зарегистрированы 219 296 случаев инфицирования, 1606 человек погибли), а 14 января правительство Ливана объявило о введении жёстких мер социального дистанцирования на три недели.
В ночь на 29 января протестующие против санитарных ограничений сожгли в Триполи муниципалитет, и Диаб публично их осудил, назвав олицетворением «чёрной ненависти».
2 марта 2021 года при официальном курсе ливанского фунта около 1500 за доллар США, сохраняющемся последние два десятилетия, его стоимость на чёрном рынке упала до исторического минимума 9900-10000 за доллар, что вызвало новые вспышки уличных беспорядков по всей стране, включая Бейрут, Триполи, Сайду и провинцию Бекаа. По оценкам наблюдателей, кризис мог быть спровоцирован действиями Банка Ливана, который под давлением международных структур с требованием реструктурировать банковский сектор начал проверку финансового положения банков, в связи с чем те резко увеличили свои валютные активы для удовлетворения требованиям регулятора.
26 июня 2021 года курс доллара США на чёрном рынке приблизился к 18 тыс. ливанских фунтов, и вечером того же дня были отмечены попытки манифестантов штурмовать отделения Банка Ливана в Триполи и Сайде.
6 июля 2021 года, выступая перед главами дипломатических представительств, Хасан заявил, что Ливану осталось несколько дней до социального взрыва. Уровень инфляции в 2020 году составил 84 %, а в 2021 году по оценке Всемирного банка может достичь отметки 100 %, курс национальной валюты на чёрном рынке более чем в десять раз ниже официального. Наличие в стране 1,5 млн сирийских беженцев и нескольких сотен тысяч палестинских создаёт дополнительную угрозу стабильности. Подводя итог, Диаб обратился к мировому сообществу с призывом спасти ливанский народ от гибели, а Ливан — от исчезновения с карты мира.
15 июля 2021 года после девяти месяцев бесплодных усилий по формированию нового правительства Саад Харири объявил об отставке, и 27 июля 2021 года президент Аун поручил формирование нового кабинета бывшему премьер-министру Наджибу Микати.
5 августа 2021 года Израиль произвёл пуски ракет по ливанской территории (по утверждению израильской стороны, в ответ на ракетный обстрел), и 6 августа шиитская группировка Хезболла осуществила пуски ракет по Израилю, официально приняв на себя ответственность.
11 августа 2021 года Банк Ливана объявил о закрытии кредитных линий для импорта топлива по валютному курсу чёрного рынка (он приблизиля к 20 тыс. ливанских фунтов за доллар США при официальном курсе 1507), и ввиду начавшейся паники из-за дефицита горючего 14 августа армейские подразделения взяли под контроль автозаправочные станции по всей стране.
10 сентября 2021 года было сформировано Третье правительство Микати, к которому перешли полномочия кабинета Диаба.

### Уголовное преследование
10 декабря 2020 года прокуратура предъявила Диабу и трём министрам его правительства обвинения в пренебрежении сообщениями о потенциально опасной ситуации в порту, поступавшими до катастрофических взрывов.
12 октября 2021 года судебный следователь Тарик Битар приостановил расследование в обстановке политико-юридического давления (в феврале 2021 года так же поступил первый следователь, Фади Саван), вследствие чего в Бейруте начались протесты во главе с шиитскими объединениями Хезболла и Амаль, которые переросли в вооружённые столкновения со сторонниками Ливанских сил. Для восстановления мира в столицу вошли подразделения Ливанской армии.